# Hinterburg (Tengen)
Die Hinterburg ist die Ruine einer Höhenburg auf einem schmalen 610 m ü. NHN hohen Felsvorsprung nahe der Stadt Tengen im Landkreis Konstanz in Baden-Württemberg.

## Geschichte
Die Burg wurde um 1150 von den Freiherren (spätere Grafen) von Tengen erbaut. Mitte des 13. Jahrhunderts folgte die Gründung der planmäßig angelegten Stadt. Dafür nutzen sie den vorderen Teil des langgezogenen Bergsporns. Bei der Teilung der Herrschaft um 1275 wurde dieser großflächige Burgbereich, die „Hinterburg“, abgetrennt. Nach mehrmaligen Besitzerwechseln kam die Burg an die Deutschordenskommende Mainau. Nach 1442 wurde die Hinterburg durch ein Heer des Schwäbischen Städtebunds zerstört. Kaum hatte die hintere Herrschaft sich wieder erholt, zerstörten die Eidgenossen sie im Jahr 1457 wieder. In der Chronik des Gerold Edlibach ist geschildert, wie es dazu kam, inklusive einer Abbildung der Altstadt Tengen mit vorderem Schloss und dem hinteren Turm. 1519 brannte die eigentliche vordere Burg (das Schloss) vollständig ab. Im 16. Jahrhundert abgebrochen wurde die Ruine noch bis um 1850 als Steinbruch genutzt. Von der ehemaligen Burganlage blieb einzig der ursprünglich 32 Meter, heute nur noch 20 Meter hohe Bergfried auf einer Grundfläche von 7 × 7 Meter erhalten. Graf Christoph von Nellenburg-Tengen verkaufte die Burg und Grafschaft Tengen 1522 an Kaiser Karl V. Die Burganlage steht heute unter Denkmalschutz.